# فيكي س. جاكسون
فيكي س. جاكسون (بالإنجليزية: Vicki C. Jackson)‏ هي مُدرسة أمريكية، ولدت في 1950.